# Jan Szczęsny Hołowczyński
Jan Szczęsny Hołowczyński lub Rapałowski-Hołowczyński herbu Łabędź (zm. 22 stycznia 1631 roku) – książę, cześnik litewski w 1624 roku.

## Życiorys
Jan Szczęsny pisał się przydomkiem Rapałowski. Według historyka Józefa Wolffa, Hołowczyńscy dodawali sobie ten przydomek na pamiątkę bliskiego pokrewieństwa z Rapałowskimi. W 1624 roku pełnił funkcję cześnika litewskiego. W 1626 roku był posłem na sejm nadzwyczajny sejmiku oszmiańskiego. Jego przodkowie wywodzili się od Siewierskich, pochodzących z dynastii Rurykowiczów.

### Życie prywatne
Był synem Szczęsnego Hołowczyńskiego herbu Łabędź, kasztelana mińskiego i Halszki Chodkiewicz herbu Kościesza. Z małżeństwa swoich rodziców miał siostrę, Reginę Hołowczyńską. W 1622 roku wziął ślub z Heleną Wołłowicz herbu Bogoria.